# Рулёв, Борис Павлович
Борис Павлович Рулёв (7 января 1913 года, Санкт-Петербург, Российская империя — ?) — советский футболист, защитник / нападающий.

## Биография
В 1938—1939 годах в составе ленинградского «Зенита» провёл 28 матчей: 10 — в чемпионате СССР 1938, 18 — в следующем году. В 1940 году сыграл 26 матчей за «Судостроитель» Николаев.
Участник Великой Отечественной войны. В РККА с 23 июня 1941 года. Рядовой, лейтенант, старший лейтенант. 85 сд, 5 гв. абр ЛВО. Награждён медалями За боевые заслуги, За оборону Ленинграда, медаль За победу над Германией в Великой Отечественной войне 1941-1945 гг., орденом Отечественной войны 2 степени. Прослужил в армии до 24 сентября 1953 года.
Умер после 1985 года.